# Burjassote Branco
Burjassote Branco es un cultivar de higuera tipo Higo común Ficus carica unífera es decir con solamente una cosecha por temporada, los higos de otoño (en Portugal son denominados "vindimos"), su epidermis tiene color de fondo verde claro y sobre color ninguno. Se cultivan principalmente en el Algarve, en Alcantarilha, que es una freguesia portuguesa del concelho de Silves.

## Historia
El cultivo extensivo de las higueras era tradicional en Portugal, especialmente en las regiones del Algarve, Moura, Torres Novas y Mirandela. Se cosechaban los llamados « "figos vindimos" », que tenían como destino el mercado de los higos secos, para el consumo humano o industrial, pero también para la alimentación de los animales,
Era un higueral de baja densidad, entre 100 y 150 higueras por hectárea, con árboles de gran porte, baja productividad y mucha mano de obra. Todo esto, unido a la fuerte competencia de los higos provenientes del norte de África y Turquía, provocó un progresivo abandono de este cultivo.
Hoy día se está recuperando, pero orientada la producción para su consumo en fresco, imponiéndose variedades más productivas adaptadas a las exigencias y gustos del mercado, aumentando las densidades de plantación e incluso aportando la posibilidad de riego. La producción de higos para el mercado de fruta fresca tiene dos épocas distintas de producción. Una en mayo, junio y julio, que es la época de los « "figos lampos" » (brevas); y otra en agosto y septiembre, hasta las primeras lluvias, que es la época de los « "figos vindimos" » (higos).

## Características
La higuera 'Burjassote Branco' es una variedad unífera, del tipo Higo común, los frutos son partenocárpicos es decir que no precisan el proceso de caprificación. Los árboles 'Burjassote Branco' son árboles de porte abierto, con una baja tendencia a formar vástagos en el pie, de raíz media. Árbol de vigor fuerte; conos radicíferos escasos posicionados sobre el tronco y ramas primarias, muy prominentes; ramas del primer y segundo año con porte semierecto, ramas de 1º y 2º año con tendencia curva, ramas de 1º año con una espesura fina y de 2º año con espesura media; ramas de 1º año con la epidermis de color castaño y con lenticelas no evidentes; yema apical de tamaño pequeño y forma cónica, con el color de las escamas verde.
Las hojas tienen el limbo con una longitud media de 19,4 cm y una anchura estrecha de 20,1 cm de promedio, con una relación largo/ancho media (0,97); pilosidad poca tanto en el haz como en el envés, brillo del haz intenso, y color del haz verde claro y en el envés con un tono un poco más claro que en el haz; predominancia mayoritaria de 3 lóbulos (trilobada) en las hojas, forma de los lóbulos "espatulada", margen crenado, forma de la base "cordiforme"; peciolo de tamaño largo (10,6 cm) y de color verde claro.
El fruto se forma mediante el proceso de partenocarpia es decir sin polinización por Blastophaga psenes, produciendo una cosecha de higos en verano-otoño, el fruto de tamaño medio, tienen forma piriforme, con la simetría según el eje vertical simétrico; pedúnculo corto y grueso con la forma de la sección transversal del pedúnculo triangular, de difícil abscisión cuando está el fruto maduro; con tamaño del ostiolo pequeño, abertura ostiolar presente, gota ostiolar ausente, escamas ostiolares pequeñas, color de las escamas ostiolares en contraste con el color que la piel del fruto; grietas de la piel mínimas, brillo de la piel ausente, tamaño de las lenticelas medias, pilosidad del fruto escasa, su epidermis tiene color de fondo verde claro y sobre color ninguno; textura de la piel es media; color del receptáculo (mesocarpio) blanco, color de la pulpa rosa; suculencia de la pulpa media, cavidad interna muy pequeña, numerosos aquenios de tamaño medio; frutos de calidad con resistencia a la manipulación media, peso promedio de 36,6 gr, sabor bueno, con un número de frutos medio. Maduración es precoz.

## Cultivo
'Burjassote Branco' se trata de una variedad muy adaptada al cultivo de secano. Muy cultivado en el Algarve, en Alcantarilha, que es una freguesia portuguesa del concelho de Silves,
Se cultivan para su consumo como higo fresco solamente, pues tiene poco interés como higo paso.